# FIFA 09
FIFA 09 er navnet på et fodboldspil i FIFA-serien udviklet af EA Sports og udgivet af Electronic Arts. Spillet blev udgivet 3. oktober 2008 i Europa (Danmark blandt andet) og den 14. oktober 2008 i Nordamerika. Japan har ikke fået nogen udgivelsesdato endnu.
En demo blev udgivet 11. september 2008 på PlayStation 3 Network og Xbox 360 Marketplace gratis for alle spillere. PC'ens demo udkom dagen efter.
Der var mange rygter omkring hvem der skulle pryde coveret på spillet, og det er blev afsløret at Ronaldinho, Guillermo Ochoa og Maurice Edu skulle være på det Nordamerikanske cover, Keven Kuranyi og Ronaldinho på det tyske cover, Ronaldinho og Wayne Rooney på det britiske cover og Frank Ribery, Karim Benzema og Ronaldinho på det franske cover og til sidst men ikke mindst Ronaldinho og Wayne Rooney, som sædvanlig på det danske cover. Fifa 09 er i butikkerne nu.

## Demo Detaljer
For PS3 og Xbox 360 demoen, får man en fuld almindelig kamp. Hvis kampen ender uafgjort går den direkte til straffe. De her er holdene du kan være.
1. Marseille
2. Schalke
3. Real Madrid
4. Chelsea
5. AC Milan
6. Toronto FC

## Forbedringer
Det er kommet frem, at der er over 250 forbedringer i 09.
Iblandt forbedringer i det nye FIFA er forbedret reaktionsevne, der gør det muligt at slippe bolden hurtigere, bedre uden-bold løb, et bedre spillerfysiksystem, der tager forbehold for den enkelte spillers styrke i skulder-til-skulder og animationer, der gør det muligt for spilleren at skyde første gang.
En anden stor ændring er et moderniseret sammenstødssystem, der tager hensyn til fart, vægt og kræfter, når spillere støder sammen med hver deres individuelle fysiske oplysninger, der er baseret på der karakter.
Ny målmandsteknologi er også blevet tilføjet, som indeholder bedre position, bedre reaktioner til at redde og hurtigere på benene igen efter redningen.
En anden forbedring er vejret og tiden. Regn og sne kan sættes til og fra før kampe, hvilket har effekt på spillernes tøj og handsker. Kampe kan spilles om dagen, natten eller i skumring.
Hvis en spiller bliver skiftet ud i halvlegen, kan den anden spiller ses varme op og løbe på banen. Kampens resultat har indflydelse – hvis en spiller har scoret, bliver han klappet af banen, mens en spiller, der har spillet en knap så god kamp eller er en nøglespiller i opstillingen, reagerer dårligt og virker sur. Vælges en spiller med gode anføreregenskaber, virker det positivt på balancen på holdet.
FIFA 09 inkluderer "10 mod 10" Be a Pro onlinekampe og offline Be a Pro er blevet udvidet, så der kan spilles 4 sæsoner. Det er også muligt at lave jubelscener ved scoringer.

## Soundtrack
EA Sports annoncerede den 14. august 2008, det komplette soundtrack til FIFA 09. Det indeholder 42 sange fra 21 forskellige lande.
| - Britney Spears - If U Seek Amy - Black Kids - I'm Not Gonna Teach Your Boyfriend How To Dance With You (The Twelves Remix) - Caesar Palace - 1ne - Chromeo - Bonafied Lovin' (Yuksek Remix) - Cansei de Ser Sexy - Jager Yoga - Curumin - Margrela - Cut Copy - Lights and Music - Damian "Jr. Gong" Marley - Something For You (Loaf Of bread) - Datarock - True Stories - DJ Bitman - Me Gustan - Duffy - Mercy - Foals - Olympic Airways - Gonzales - Working Together (Boys Noize Remix) - Hot Chip - Ready For The Floor (Soulwax Remix) - Jakobínarína - I'm a Villain - Junkie XL - Mad Pursuit - Jupiter One - Platform Moon - Kasabian - Fast Fuse - Ladytron - Runaway - Lykke Li - I'm Good I'm Gone (Webside ikke længere tilgængelig) - Macaco - Movin' - MGMT - Kids - My Federation - What Gods Are These | - Najwajean - Drive Me - Plastilina Mosh - Let U Know - Radiopilot - Fahrrad - Reverend & The Makers - Open Your Window - Sam Sparro - Black And Gold - Señor Flavio - Lo Mejor Del Mundo - Soprano - Victory - The Airborne Toxic Event - Gasoline - The Bloody Beetroots - Butter - The Fratellis - Tell Me A Lie - The Heavy - That Kind Of Man - The Kissaway Trail - 61 - The Kooks - Always Where I Need to Be - The Pinker Tones - The Whistling Song - The Script - The End Where I Begin - The Ting Tings - Keep Your Head - The Veronicas - Untouched - The Whip - Muzzle #1 - Tom Jones - Feels Like Music (Junkie XL Remix) - Ungdomskulen - Modern Drummer |